# برای چه ساخته شدم؟
«برای چه ساخته شدم؟» (به انگلیسی: What Was I Made For?) ترانه‌ای از خوانندهٔ آمریکایی بیلی آیلیش است. این ترانه در ۱۳ ژوئیهٔ ۲۰۲۳ به‌عنوان پنجمین تک‌آهنگ از آلبوم موسیقی متنِ فیلم کمدی فانتزی باربی از سوی آتلانتیک رکوردز، دارک‌روم و اینترسکوپ رکوردز منتشر شد. «برای چه ساخته شدم؟» از نظر تجاری موفق بود و به صدر جدول فروش استرالیا، ایرلند، سوئیس و بریتانیا رسید و در جدول بیلبورد هات ۱۰۰ آمریکا در رتبهٔ ۱۴ بود. این ترانه در شصت و ششمین مراسم جوایز گرمی نامزد پنج جایزه شامل ضبط سال بود و برندهٔ جوایز ترانه سال و بهترین ترانه نوشته‌شده برای رسانه‌های بصری شد.
این ترانه برای اسکار ۲۰۲۴ نامزد شد و برنده  بهترین ترانه اسکار ۲۰۲۴ شد 